# مايكل دين
مايكل دين (بالإنجليزية: Michael Dine)‏ (ولد في 12 أغسطس 1953، سينسيناتي) هو فيزيائي نظري أمريكي، متخصص في فيزياء الجسيمات الأولية، التناظر الفائق، نظرية الأوتار وفيزياء ما وراء النموذج العياري.